# Dadlington
Dadlington est un hameau du Leicestershire, en Angleterre. Situé au sud-ouest de Leicester, entre Hinckley, Market Bosworth et Nuneaton, il est traversé par le canal d'Ashby (en). Administrativement, il relève du district de Hinckley and Bosworth.